# 생방송 어서옵쇼
《생방송 어서옵쇼》는 OBS경인TV에서 2022년 6월 6일부터 2023년 10월 13일까지 방송했던 경기 인천 지역 저녁 교양 정보 프로그램이었다.

## 프로그램 소개
OBS를 대표하는 경기 인천 지역 저녁 교양 정보

## 방송 시간
| 방송 채널 | 방송 기간                          | 방송 시간                                                               | 방송 분량  |
| --------- | ---------------------------------- | ----------------------------------------------------------------------- | ---------- |
| OBS경인TV | 2012년 4월 23일 ~ 일자 미상        | 매주 평일 오후 7시 ~ 오후 7시 45분                                      | 45분       |
| OBS경인TV | 일자 미상 ~ 일자 미상              | 매주 평일 오후 7시 ~ 오후 7시 45분                                      | 45분       |
| OBS경인TV | 일자 미상 ~ 일자 미상              | 매주 월요일 ~ 목요일 오후 7시 ~ 오후 7시 45분                           | 45분       |
| OBS경인TV | 2010년 4월 26일 ~ 2011년 9월 30일  | 매주 평일 오후 6시 55분 ~ 오후 7시 55분                                 | 1시간      |
| OBS경인TV | 2022년 6월 6일 ~ 2022년 8월 26일   | 매주 평일 오후 5시 ~ 오후 6시                                           | 1시간      |
| OBS경인TV | 2022년 8월 29일 ~ 2023년 6월 30일  | 매주 평일 오후 6시 30분 ~ 오후 7시 30분                                 | 1시간      |
| OBS경인TV | 2023년 7월 3일 ~ 2023년 10월 13일  | 매주 평일 오후 6시 20분 ~ 오후 7시 20분                                 | 1시간      |
| OBS경인TV | 2011년 10월 3일 ~ 2012년 4월 20일  | 매주 평일 오후 6시 35분 ~ 오후 7시 45분                                 | 1시간 10분 |
| OBS경인TV | 2007년 12월 31일 ~ 2008년 6월 20일 | 1부 : 매주 평일 오후 5시 ~ 오후 6시 2부 : 매주 평일 오후 6시 ~ 오후 7시 | 2시간      |
| OBS경인TV | 2008년 6월 23일 ~ 2010년 4월 23일  | 매주 평일 오후 4시 5분 ~ 오후 6시 5분                                   | 2시간      |

## MC

### 남성
| 대수 | 진행자             | 진행 기간                          | 비고  |
| ---- | ------------------ | ---------------------------------- | ----- |
| 1대  | 방송인 신영일      | 2007년 12월 31일 ~ 2008년 6월 20일 |       |
| 2대  | 유영선 아나운서    | 2008년 6월 23일 ~ 2010년 4월 23일  |       |
| 3대  | 유형서 前 아나운서 | 2011년 10월 3일 ~ 2012년 4월 20일  |       |
| 4대  | 유영선 아나운서    | 2014년 일자 미상 ~ 일자 미상       | [ 3 ] |
| 5대  | 유영선 아나운서    | 2022년 6월 6일 ~ 2023년 10월 13일  | [ 5 ] |

### 여성
| 대수 | 진행자               | 진행 기간                          | 비고 |
| ---- | -------------------- | ---------------------------------- | ---- |
| 1대  | 유진영 아나운서      | 2007년 12월 31일 ~ 2008년 6월 20일 |      |
| 2대  | 김빛이라 前 아나운서 | 2008년 6월 23일 ~ 2010년 4월 23일  |      |
| 3대  | 김소영 前 아나운서   | 2011년 10월 3일 ~ 일자 미상        |      |
| 4대  | 미스코리아 하현정    | 일자 미상 ~ 2012년 4월 20일        |      |
| 5대  | 조은유 前 아나운서   | 2012년 4월 23일 ~ 2014년 일자 미상 |      |
| 6대  | 최지해 아나운서      | 2014년 일자 미상 ~ 일자 미상       |      |
| 7대  | 배우 임성민          | 2022년 6월 6일 ~ 2023년 10월 13일  |      |

## 타이틀 변천사
| 기수 | 프로그램 타이틀                    | 방송 기간                          |
| ---- | ---------------------------------- | ---------------------------------- |
| 1기  | 오감만족! 생방송 Tvio              | 2007년 12월 31일 ~ 2008년 6월 20일 |
| 2기  | 생방송 투유                        | 2008년 6월 23일 ~ 2010년 4월 23일  |
| 3기  | 정보 버라이어티 으라차차 우리 동네 | 2010년 4월 26일 ~ 2011년 9월 30일  |
| 4기  | 생방송 정보쇼 베스트 70            | 2011년 10월 3일 ~ 2012년 4월 20일  |
| 5기  | 7시 대발견                         | 2012년 4월 23일 ~ 일자 미상        |
| 6기  | 으라차차 7시                       | 일자 미상 ~ 일자 미상              |
| 7기  | 생방송 어서옵쇼                    | 2022년 6월 6일 ~ 2023년 10월 13일  |